# Charles Verroust
Pour les articles homonymes, voir Verroust.
Charles Verroust est un bassoniste et compositeur français né le 27 février 1826 à Hazebrouck et mort le 15 janvier 1887 à Paris.

## Biographie
André-Charles-Joseph Verroust naît le 27 février 1826 à Hazebrouck, dans le Nord,.  
Fils d'un professeur de musique au collège d'Hazebrouck, il étudie avec son frère, le hautboïste Stanislas Verroust, régulièrement dénommé ensuite « Verroust aîné » quand Charles Verroust sera « Verroust jeune », pour distinguer les deux frères musiciens.  
Il entre au Conservatoire de Paris dans la classe de basson de Barizel et obtient un 1er prix en 1842,.  
Comme bassoniste, il est d'abord à l'Orchestre du théâtre du Vaudeville puis entre à l'Orchestre de l'Opéra de Paris en 1845,.      
En 1848, Charles Verroust est sous-chef de musique à la Garde nationale, et, en 1851, il devient soliste de l'Orchestre de la Société des concerts du Conservatoire,.      
Il est également officier d'Académie et professeur de musique au lycée Louis-le-Grand.      
Verroust meurt à Paris en son domicile du 4 rue d'Anjou (8e arrondissement) le 15 janvier 1887,,. Il est inhumé au cimetière de Montmartre.      
Comme compositeur, il est l'auteur d'un Air varié pour basson.  